# Бенн, Джейми
Дже́йми Рэ́ндольф Бенн (англ. Jamie Randolph Benn; род. 18 июля 1989 года, Виктория, Британская Колумбия, Канада) — канадский хоккеист, левый нападающий и капитан клуба Национальной хоккейной лиги (НХЛ) «Даллас Старз»; младший брат защитника Джорди Бенна. Из-за низкого роста и слабого катания Джейми в подростковом возрасте не входил в число перспективных юных хоккеистов, поэтому в течение двух лет ему пришлось играть в низших юниорских лигах — Юниорской хоккейной лиге острова Ванкувер (VIJHL) и Хоккейной лиге Британской Колумбии (BCHL), в составе команд «Пенинсула Пантерз» и «Виктория Гриззлиз» соответственно. Успешно проведя сезон 2006/07 в «Гриззлиз», нападающий привлёк внимание к себе клуба «Келоуна Рокетс» из Западной хоккейной лиги (WHL), в который перешёл в сентябре 2007 года. За три месяца до перехода в «Рокетс» хоккеист был выбран «Старз» на драфте НХЛ в 5-м раунде под общим 129-м номером. После двух сезонов, проведённых в WHL, Джейми в 2009 году начал играть в «Далласе». Во время локаута в НХЛ в сезоне 2012/13 выступал за клуб «Гамбург Фризерс» из Немецкой хоккейной лиги.
Бенн как новичок сумел проявить себя в «Пантерз» и «Гриззлиз», благодаря чему в VIJHL и BCHL он был признан лучшим дебютантом в сезонах 2005/06 и 2006/07 соответственно. В первом сезоне выступления за «Рокетс» хоккеист сумел закрепиться в составе команды, а во втором помог выиграть «Келоуне» Кубок Эда Чиновета. Выбранный в позднем раунде драфта НХЛ нападающий после дебюта в «Далласе» всего за несколько лет выступления в техасской команде стал одним из ключевых игроков нападения. В сентябре 2013 года он был назначен капитаном «Старз». В том же 2013 году партнёром Джейми в нападении стал Тайлер Сегин. Сформированная тренерским штабом «Далласа» связка Бенн-Сегин демонстрировала очень эффективную игру в атаке и в итоге оказывалась одной из самых результативных по набранным очкам в НХЛ в каждом сезоне выступления. Играя в паре с Сегином, Джейми в сезоне 2014/15 впервые за свою карьеру в НХЛ выиграл индивидуальную награду — «Арт Росс Трофи», которую получил как лучший бомбардир регулярного чемпионата.
На международном уровне Бенн в составе сборной Канады в возрасте до 20 лет выиграл золотую медаль молодёжного чемпионата мира 2009 года, а в 2014 году, выступая за национальную команду на Играх в Сочи, он стал олимпийским чемпионом.

## Ранние годы
Будущий хоккеист родился 18 июля 1989 года в Виктории. Он стал третьим и самым младшим ребёнком в семье Рэнди и Хизер Бенн (у Джейми есть старшие брат и сестра — Джорди и Дженни). Джейми вырос в Виктории, где окончил среднюю общеобразовательную школу Стелли. Заниматься хоккеем он начал в возрасте пяти лет в детской команде «Иглз», выступающей в Младшей хоккейной ассоциации Пенинсулы. До старших классов средней школы для Бенна основным видом спорта был бейсбол, в котором он считался достаточно талантливым юным игроком. Джейми в основном выходил на поле в качестве защитника первой базы и аутфилдера (периодически он также занимал позицию питчера). Играть в бейсбол Бенн завершил в 2006 году, в возрасте 17 лет, причём последний сезон выступления оказался для него очень успешным — в составе своей команды («Виктория Кэпиталз») он стал победителем высшей лиги среди юниоров провинции Британская Колумбия. Джейми по итогам чемпионата получил также и индивидуальную награду — его признали самым ценным игроком в лиге.
Бенн очень любил хоккей, но до старших классов школы для него зимний вид спорта находился на втором плане. Главной причиной этому был рост Джейми, считающийся низким по хоккейным меркам, — к моменту окончания девятого класса он составлял 160 сантиметров. Перспективы для Бенна стать профессиональным хоккеистом были небольшими, однако, несмотря на это, он продолжал тренироваться в зимнее время года. Во многом Джейми не оставил хоккей благодаря отцу, который своей поддержкой помог сыну поверить в себя. К 16 годам Бенн всё же прибавил в росте несколько сантиметров, что давало ему возможность рассчитывать на дальнейшее развитие как хоккеисту. Джейми, начиная с 10 класса, стал с большой самоотдачей заниматься на тренировках, но уровень его подготовки оставался заметно ниже по сравнению с другими талантливыми сверстниками, при этом слабее всего развит у него был один из важнейших навыков — катание.

## Юниорская карьера

### Выступление в низших юниорских лигах
Позднее становление Бенна в результате не только не позволило ему к окончанию школы начать реализовывать свой потенциал в полную силу, но и отразилось на его клубной карьере. Недостаточно хорошая подготовка делала маловероятным для Джейми стать участником драфта одной из сильнейших юниорских лиг Северной Америки — Западной хоккейной лиги (WHL). Клубную карьеру Бенну пришлось начать в Юниорской лиге острова Ванкувер (VIJHL), находящейся по силе на втором уровне среди низших лиг, где он дебютировал в составе «Пенинсула Пантерз» в 2005 году. К этому времени в команде уже в течение года играл его старший брат Джорди. За «Пантерз» Джейми выступал в течение одного сезона, в котором сумел проявить себя — по набранным очкам (55) он оказался самым результативным новичком в VIJHL и по итогам регулярного чемпионата 2005/06 стал обладателем «Ларри Ламору Трофи» как лучший дебютант лиги. Нападающий был также награждён призом «Коммунити Лидершип Эворд», который получил за проявленные на льду лидерские качества.
Успешное выступление в VIJHL привлекло внимание к нападающему со стороны клубов из более сильных лиг. В 2006 году он перешёл в «Виктория Сальса» (перед началом регулярного чемпионата 2006/07 команда сменила название на «Гриззлиз») — клуб, выступающий в Хоккейной лиге Британской Колумбии (BCHL). В «Гриззлиз» братья Бенн снова стали партнёрами по команде — Джорди годом ранее перешёл из «Пантерз» в «Викторию». Первый полный сезон в BCHL для Джейми как для новичка вновь сложился очень удачно. Во многом это было обусловлено игрой Бенна-младшего в одном звене с Тайлером Бозаком, который в течение всего регулярного чемпионата был лидером нападения «Виктории». Джейми в связке с Бозаком на протяжении сезона эффективно действовал на завершающем этапе атаки и сумел забросить 42 шайбы, причём 19 голов были забиты им при реализации большинства. Всего Бенн набрал 65 очков, благодаря которым нападающий по итогам регулярного чемпионата стал обладателем индивидуальной награды — «Брюс Эллисон Мемориал Трофи», которую получил как лучший новичок BCHL от Прибрежной конференции.

### «Келоуна Рокетс»
BCHL не является профессиональной лигой, поэтому юные хоккеисты, играющие в ней, имеют право выступать за команды из Национальной ассоциации студенческого спорта (NCAA). Изначально Бенн планировал провести в BCHL два сезона, а затем намеревался поступить в Аляскинский университет в Фэрбанксе, где ему предоставили спортивную стипендию, чтобы Джейми мог играть за студенческую команду «Аляска Нанукс». Однако прогресс, достигнутый нападающим за время пребывания в составе «Гриззлиз», привлёк внимание к нему не только клуба из NCAA, но и команды из WHL — «Келоуна Рокетс». В «Рокетс» играл Тайсон Бэрри — друг детства Джейми, уговоривший Бенна присоединиться к команде. Бэрри удалось убедить друга в том, что перспективы выступления в WHL как для будущего профессионального хоккеиста являются более предпочтительными по сравнению с NCAA. Джейми в итоге отказался от стипендии и сделал выбор в пользу «Келоуны». Проблем с переходом в «Рокетс» не возникло — нападающий не был задрафтован ни одним клубом из WHL, а значит, при наличии предложений от команд он мог самостоятельно выбирать где играть.
Бенн присоединился к составу «Келоуны» перед началом регулярного чемпионата 2007/08. По словам Джейми переход в «Рокетс» стал для него одним из решающих моментов в карьере: чтобы выдержать конкуренцию в команде, где уровень подготовки хоккеистов был заметно выше, чем в «Гриззлиз», ему приходилось постоянно совершенствовать свою игру. В «Келоуне» нападающий продолжил прогрессировать, и уже в первом сезоне за «Рокетс» Бенну удалось не только закрепиться в составе команды, но и стать одним из ключевых игроков атаки. Проявить себя Джейми не помешала даже тяжёлая травма лодыжки, из-за которой он пропустил 20 матчей. Среди новичков лиги он стал лучшим снайпером (33 шайбы), а по набранным очкам (65) занял второе место. Бенн в своём клубе по итогам регулярного чемпионата также оказался самым полезным игроком — его показатель плюс-минус составил «+32». «Рокетс» в плей-офф Кубка Эда Чиновета 2008 не удалось выступить успешно (команда не смогла пройти дальше первого раунда), но для нападающего в целом сезон сложился удачно.
Следующий сезон (2008/09) для Джейми оказался лучшим в его юниорской карьере. Помимо проявленных лидерских качеств, которые позволили ему стать одним из альтернативных капитанов команды, Бенн продемонстрировал хороший атакующий потенциал, показав себя не только результативным снайпером, но и неплохим ассистентом. По итогам регулярного чемпионата Джейми в «Рокетс» стал лидером по заброшенным шайбам (46), а по набранным очкам (82) — вторым в списке бомбардиров. «Келоуна» сумела выйти в плей-офф 2009, где дошла до финала. «Рокетс» выиграли финальную серию у соперника, став, таким образом, сильнейшей командой WHL в сезоне. Бенн в течение стадии плей-офф был главной ударной силой «Келоуны» в атаке, причём его основные статистические показатели результативности — очки, шайбы и передачи — оказались лучшими среди всех игроков в Кубке Эда Чиновета 2009. Выиграв Кубок Эда Чиновета, «Рокетс» получили возможность побороться за Мемориальный кубок, однако команде Джейми не удалось стать обладателем главного трофея Канадской хоккейной лиги (CHL) — «Келоуна» в финале потерпела поражение от «Уинзор Спитфайрз». Бенн на турнире стал лучшим бомбардиром, за что получил индивидуальную награду — «Эд Чиновет Трофи». По итогам сезона он также оказался в числе хоккеистов, включённых в две символические сборные: первую Сборную всех звёзд Западной конференции WHL и Сборную всех звёзд Мемориального кубка.

## Карьера в НХЛ

### Драфт
Впервые скаутами из Национальной хоккейной лиги (НХЛ) Бенн был замечен в позднем для юного игрока возрасте — в 17 лет, во время выступления в BCHL. Во многом это было обусловлено поздним становлением, из-за чего сначала он не привлёк к себе внимание разведчиков, когда играл в детских командах, а затем ему пришлось выступать в VIJHL, где скауты очень редко ведут поиски талантливых хоккеистов. Одним из первых кто сумел разглядеть потенциал Джейми, был Деннис Холланд, работающий в системе клуба «Даллас Старз». В «Гриззлиз» игра Бенна улучшалась от матча к матчу, но скауты из независимых служб сомневались, что из-за развития, начавшегося фактически только после окончания школы, он сможет также быстро прогрессировать в будущем. Ещё одним слабым местом в подготовке Джейми аналитики выделяли плохое катание, считавшееся главным фактором, который будет в дальнейшем сдерживать его рост как профессионального хоккеиста. Холланд же был другого мнения о нападающем. Деннис сумел разглядеть в Джейми талантливого юниора, обладающего хорошей техникой, видением хоккейной площадки и поставленным сильным броском. Не считал Холланд и что Бенн не сможет улучшить навык катание — по мнению Денниса, из-за недостаточных физических нагрузок на нижние конечности у нападающего просто были плохо развиты мышцы ног.
В итоговом списке североамериканских полевых игроков, составленном Центральным скаутским бюро НХЛ перед драфтом 2007 года, Джейми занял только 107-ю позицию. Несмотря на низкий рейтинг, интерес к нападающему кроме «Далласа» также проявляли и другие клубы НХЛ — «Монреаль Канадиенс», «Торонто Мейпл Лифс», «Калгари Флэймз», «Ванкувер Кэнакс». «Старз» изначально планировали выбрать Бенна в четвёртом раунде, в котором клуб имел возможность получить права на двух новичков. Однако один драфтпик «Даллас» использовал на Колтона Севьюра, а второй отдал «Коламбусу», получив взамен три выбора раундом ниже. Другие клубы лиги не взяли Джейми в первых четырёх раундах, и «Старз», выбиравшие в пятом раунде вторыми, задрафтовали нападающего под общим 129-м номером.

### Дебют и первые годы. Признание таланта

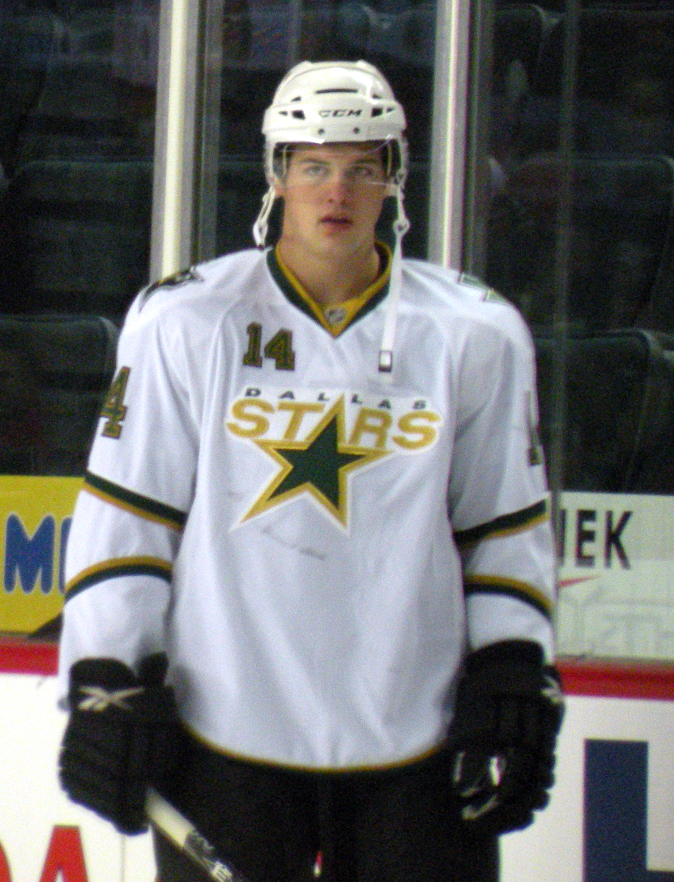
Джейми в своём дебютном сезоне 2009/10 в составе «Даллас Старз»

Бенн подписал трёхлетний контракт с «Далласом» ещё после дебютного сезона в WHL — 11 июля 2008 года. Летом того же года он получил приглашение в тренировочный лагерь новичков «Старз». Затем Джейми принял участие в предсезонных сборах команды, но по их итогам нападающий не смог закрепиться в составе клуба, и в конце сентября его отправили набираться опыта обратно в «Рокетс». Первую игру в НХЛ Бенн провёл только спустя год после того, как подписал контракт с клубом — в сезоне 2009/10. В очередной раз как дебютанту нападающему удалось проявить себя в новой команде. Он сыграл все 82 матча регулярного чемпионата, что для новичка, выбранного в позднем раунде драфта, является редкостью. Его результативность как снайпера составила 22 шайбы — третий показатель среди всех дебютантов лиги (больше забросили только Джон Таварес и Мэтт Дюшен). Своей игрой Бенн заслуженно мог рассчитывать на «Колдер Трофи», но нападающий даже не попал в число претендентов на награду. «Далласу» не удалось выйти в плей-офф, однако для Бенна сезон не закончился — после завершения регулярного чемпионата в НХЛ его отправили в фарм-клуб Американской хоккейной лиги (АХЛ) «Техас Старз». Бенн, не сыгравший ни одного матча за фарм-клуб в регулярном чемпионате АХЛ, в плей-офф Кубка Колдера внёс основной вклад в выход своей команды в финал, где она проиграла борьбу за трофей «Херши Беарс». Джейми, демонстрировавший очень результативную игру за «Техас», в итоге стал лучшим по очкам, голам и передачам среди всех хоккеистов в Кубке Колдера 2010.
Бенн в своём втором сезоне в НХЛ продолжил прогрессировать. Несмотря на опасения, связанные с возможным спадом в игре нападающего, Джейми удалось миновать «синдром второгодника» за счёт чего он смог улучшить большинство своих статистических показателей результативности. Периодически в течение регулярного чемпионата 2010/11 тренерский штаб использовал Бенна в качестве центрального нападающего, однако наиболее эффективно в атаке он действовал на более привычной для себя позиции — на фланге, где Джейми стабильно набирал очки в матчах за свою команду. Постепенно увеличился и объём работы, который нападающий должен был выполнять на льду, что напрямую отразилось на времени, проведённом им в среднем за одну встречу — оно возросло на четыре минуты (с 14 до 18) по сравнению с дебютным сезоном. Большую часть времени на площадке (37,06 %) Джейми отыграл в одном звене с Морроу и Рибейро, с которыми у него наиболее продуктивно получалось действовать в атаке — 37,5 % своих очков Бенн набрал именно тогда, когда его партнёрами на льду в нападении были Бренден и Майк. «Даллас» не смог попасть в плей-офф Кубка Стэнли 2011, однако в целом для Джейми регулярный чемпионат вновь получился удачным, а его стабильная и результативная игра в течение двух сезонов подряд позволила Бенну стать одним из самых перспективных молодых нападающих в НХЛ.
Летом 2011 года после ухода из «Старз» Брэда Ричардса команда осталась без основного центрального нападающего. Проблему нехватки организаторов атак «Даллас» намеревался решить, используя фланговых нападающих в центре, поэтому Джейми большую часть сезона (до февраля 2012 года, пока в «Питтсбург» не был обменян Джеймс Нил) выходил на лёд на непривычной для себя позиции. Переквалификация в игрока центра линии атаки для Бенна проходила трудно. Хоккеисту на новой позиции нужно было больше отрабатывать в защите и следовательно меньше времени уделять действиям в нападении. В итоге в чужой зоне он начинал только 48 % своих смен — низкий показатель для нападающего атакующего плана. Неэффективно Бенн действовал и на вбрасываниях — их он выиграл всего 47 %. По сравнению с прошлыми сезонами Джейми меньше времени провёл на площадке с партнёрами по звену (Майклом Райдером и Луи Эрикссоном) — 21,95 % от общего количества минут, что сказывалось на сыгранности тройки нападающих. Однако, несмотря на все трудности, Бенну в целом удалось справиться с новой ролью на льду. До перерыва в регулярном чемпионате 2011/12 нападающий в среднем набирал одно очко за матч, и хотя в оставшихся 28 встречах он заработал только 21 балл, его общая результативность за сезон выросла. Достаточно успешная игра Джейми не помогла «Далласу» попасть в плей-офф, но благодаря ей нападающему удалось принять участие в Матче всех звёзд, впервые в карьере.

### Назначение капитаном «Далласа». Создание связки Бенн-Сегин
Летом 2012 года у Джейми истёк срок действия первого контракта с «Далласом», однако по причине начавшегося локаута клуб сразу не стал вести переговоры по новому соглашению. На время наступившего перерыва в НХЛ Бенн подписал временный контракт с клубом Немецкой хоккейной лиги «Гамбург Фризерс». За «Гамбург» Джейми выступал в течение двух месяцев, пока в декабре не принял решение вернуться на родину в Британскую Колумбию, где индивидуально тренировался до завершения локаута. Сезон в НХЛ начался в середине января 2013 года, но из-за отсутствия контракта, переговоры по которому продолжались уже после завершения перерыва, Бенн пропустил несколько игр. Хоккеист сумел договориться о новом соглашении 24 января, когда поставил подпись под пятилетним соглашением общей стоимостью $ 26,25 млн. «Старз» в сезоне не смогли решить проблему нехватки в команде центральных нападающих, поэтому Джейми вновь пришлось на льду выполнять роль организатора атак. Выступая на непривычной для себя позиции, Бенну не удалось продемонстрировать стабильную игру. К тому же в концовке сезона он получил травму руки, которая не позволила нападающему выступать в полную силу. Наступивший спад в игре привёл к снижению средней результативности Джейми по сравнению с прошлыми сезонами, однако, несмотря на это, Бенн с 33 набранными очками стал лучшим бомбардиром команды.

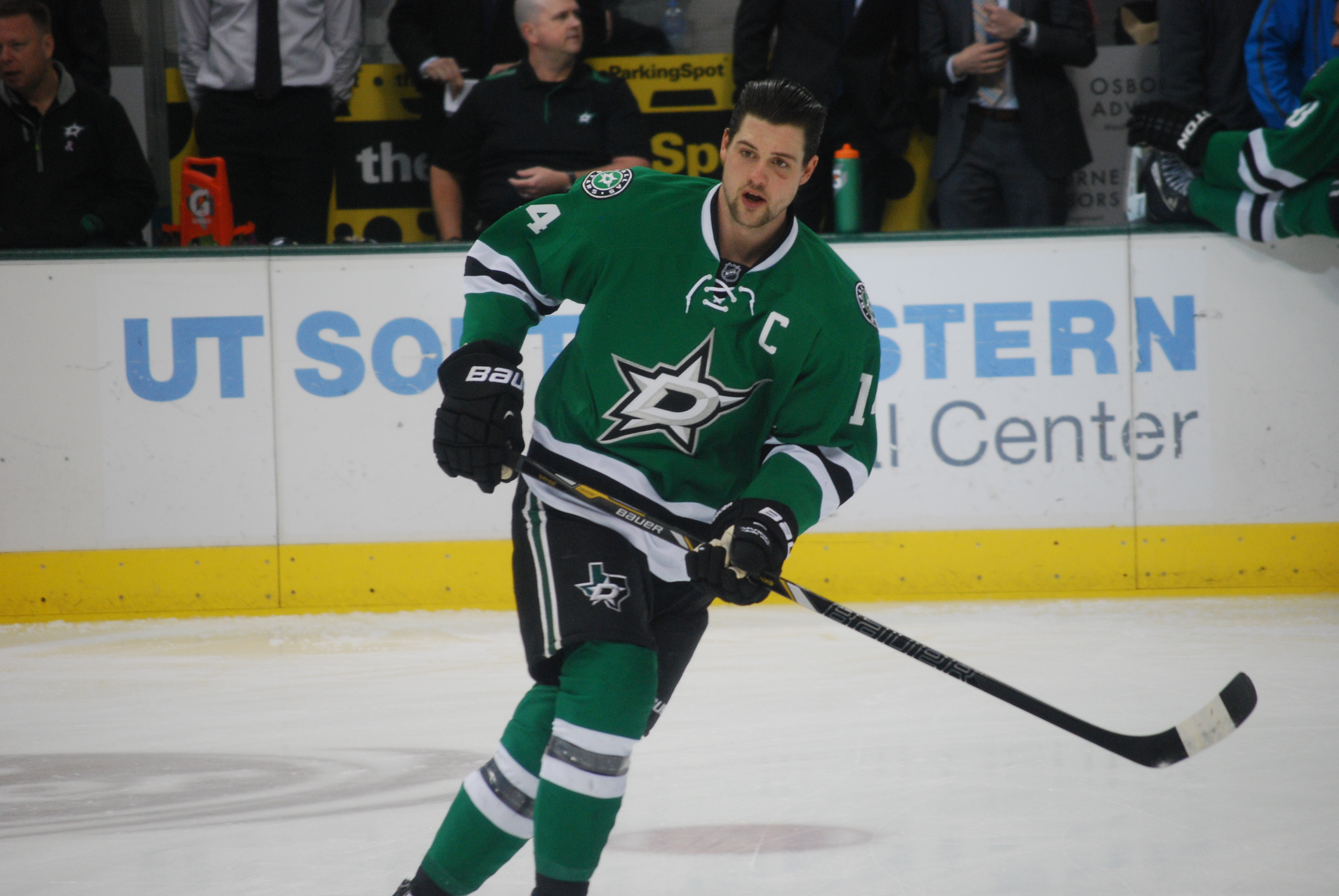
Бенн стал шестым капитаном в клубной истории «Старз»

«Даллас» в сезоне 2012/13 остался без капитана — в результате обмена команду покинул её многолетний лидер Бренден Морроу. Начиная с марта 2013 года, в «Старз» было вакантно место капитана клуба, на которое 19 сентября назначили Бенна. В межсезонье «Далласу» удалось решить проблему нехватки центральных нападающих — в результате обмена клуб получил права на Тайлера Сегина и Рича Певерли. Тренерский штаб планировал поставить играть Сегина в пару к Бенну, что давало возможность Джейми не только вернуться на привычный для себя левый фланг атаки, но и получить в партнёры хорошего организатора атак, играющего правым хватом. Самой паре отвадилась роль ключевой в нападении, и именно она должна была обеспечить клубу попадание в плей-офф, где «Старз» не играли с 2008 года. Двое талантливых хоккеистов очень быстро добились взаимопонимания на льду и в одной связке продемонстрировали эффективную игру в атаке. Они продуктивно действовали в нападении в течение всего сезона и вдвоём забросили 31 % от общего количества шайб команды (230). По итогам регулярного чемпионата 2013/14 Джейми впервые за карьеру в НХЛ преодолел отметку в 30 голов, а связка Бенн-Сегин оказалась лучшей по очкам не только в «Старз», но и вошла в число самых результативных пар нападающих по набранным баллам в лиге. Джейми и Тайлер внесли основной вклад в выход «Далласа» в плей-офф, где команда выступила неудачно, проиграв серию сопернику уже в первом раунде. После завершения сезона Бенн впервые был включён в первую Сборную всех звёзд лиги.
В регулярном чемпионате 2014/15 «Даллас» продолжил строить игру в нападении вокруг Джейми и Тайлера. Связка нападающих эффективно действовала в атаке, что позволило Бенну и Сегину вновь стать самыми результативными игроками в «Старз». Команде не удалось выйти в плей-офф, однако сезон для Джейми оказался одним из лучших в карьере. Впервые он стал обладателем индивидуальной награды НХЛ — «Арт Росс Трофи», которую получил как лучший бомбардир лиги. Не помешала хоккеисту проявиться себя даже травма бедра, с которой Джейми провёл большую часть игр. Средняя продуктивность нападающего составила 1,06 очка за матч, но этот показатель был лучшим в лиге, поэтому, набрав всего 87 баллов, — самая низкая результативность ведущих бомбардиров в НХЛ за 47 лет (столько же заработал Стэн Микита в сезоне 1967/68) — Джейми получил «Арт Росс Трофи». Стать самым результативным хоккеистом Бенну удалось во многом благодаря удачно проведённой концовке регулярного чемпионата — в 12 последних матчах он заработал 23 балла, причём обойти Джона Тавареса (лидера в списке бомбардиров) Джейми сумел только в игре заключительного тура, в которой капитан «Далласа» набрал четыре очка. Среди игроков «Даллас Старз» нападающий стал первым хоккеистом в истории клуба, получившим «Арт Росс Трофи». По итогам сезона Бенна включили во вторую Сборную всех звёзд НХЛ, а также его номинировали на «Тед Линдсей Эворд», но в голосовании на звание самого ценного игрока победу одержал Кэри Прайс.
После окончания сезона 2015/16 Бенн снова лёг на операцию. На этот раз его беспокоили проблемы с мышцами торса. Хирургическое вмешательство прошло удачно, однако Джейми пришлось пропустить Кубок мира.
16 июля 2016 года Бенн продлил контракт с «Далласом», согласно которому с сезона 2017/18 стал одним из самых высокооплачиваемых игроков лиги. Соглашение рассчитано на 8 лет, за которые Джейми получит $ 76 млн.

## Международная карьера

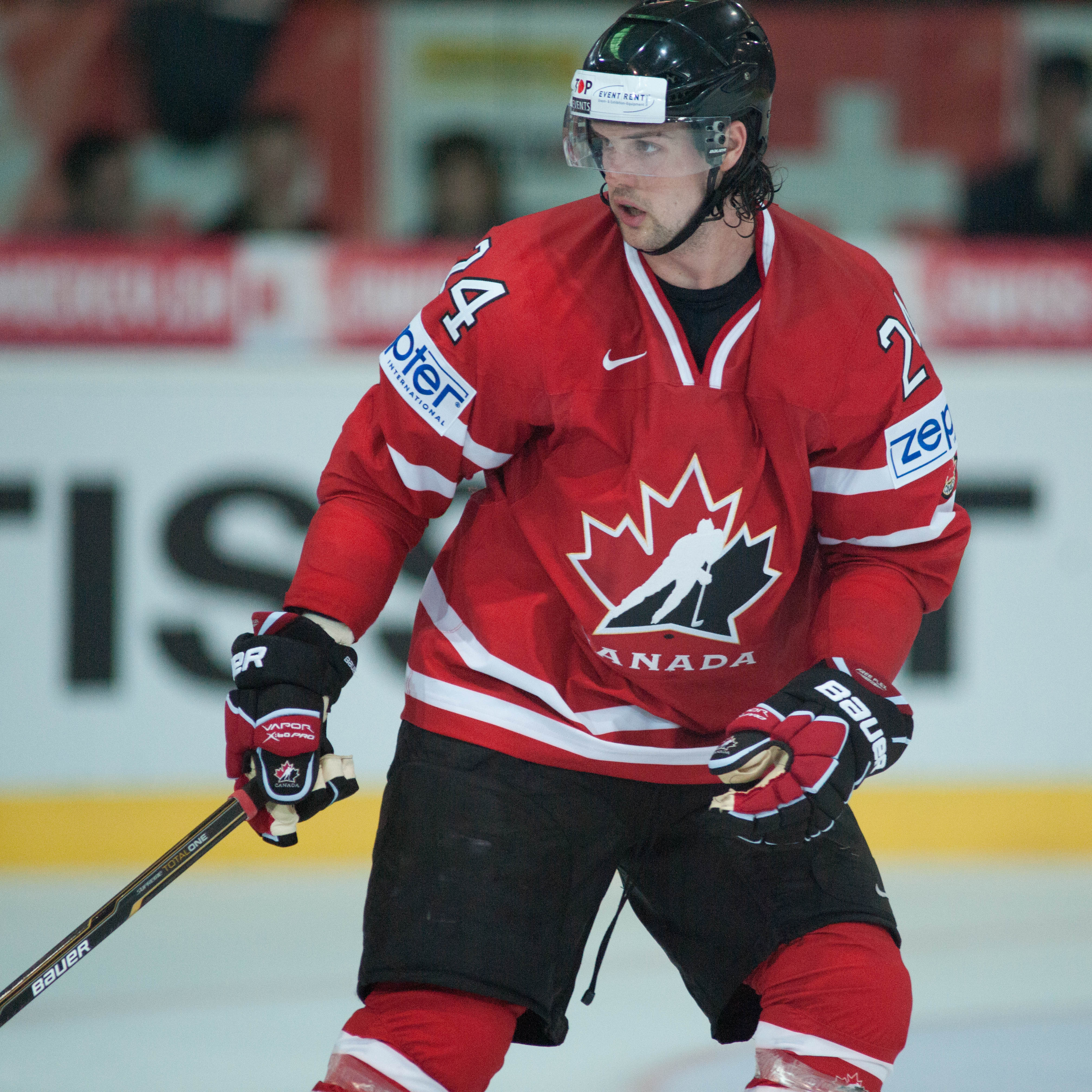
Джейми в составе сборной Канады на чемпионате мира 2012 года

Первым международным турниром для Джейми стал молодёжный чемпионат мира 2009 года, где в составе сборной Канады для хоккеистов не старше 20 лет он стал обладателем золотой награды. В составе своей команды нападающий отличился шестью очками, причём большую часть из них он набрал в матче против сверстников из Казахстана, в котором канадцы одержали победу со счётом 15:0. Джейми во встрече с Казахстаном забросил в ворота соперника три шайбы и отдал голевую передачу, при этом он стал первым за пять лет игроком в своей сборной, оформившим хет-трик — до Бенна подобного достижения сумел достичь только Джефф Картер в 2004 году. На турнире канадцы дошли до финала, где со счётом 5:1 одержали победу над шведами и в пятый раз подряд выиграли мировое первенство среди молодёжных команд.
Дебют за национальную сборную Канады для Бенна состоялся на чемпионате мира 2012 года. На турнире канадцы вышли в плей-офф, где в 1/4 финала им предстояло играть против словаков. Несмотря на статус фаворита в матче и победу над соперником на групповом этапе, сборная Канады проиграла сборной Словакии со счётом 3:4 и заняла на турнире только 5-е место. Джейми в матчах за свою команду на чемпионате отметился шестью набранными очками, три из которых он набрал в игре против сборной Франции.
Летом 2013 года тренерским штабом сборной Канады был составлен предварительный список из 47 хоккеистов, в который вошли кандидаты для участия в зимней Олимпиаде 2014 года. Джейми в этот список не попал, однако нападающему удалось проявить себя в течение первой половины сезона 2013/14, благодаря чему Бенна включили в окончательную заявку сборной на Игры в Сочи. На Олимпиаде результативность Бенна составила всего две шайбы, но одна из них стала решающей в полуфинальном матче хоккейного турнира Игр, в котором канадцы одержали победу над американцами с минимальным счётом 1:0. Благодаря голу Джейми, сборная Канады вышла в финал, где выиграла у сборной Швеции со счётом 3:0 и во второй раз подряд стала обладателем золотых наград зимней Олимпиады.

## Стиль игры
Джейми является универсальным нападающим и может играть на любой позиции в атаке, однако лучше всего он реализует свой большой наступательный потенциал, выступая на фланге. Роль центрального нападающего Бенну удаётся выполнять менее успешно, поскольку у него не достаточно хорошо развиты оборонительные навыки, к тому же он не слишком успешно играет на вбрасываниях. Джейми обладает видением площадки, умеет правильно выбирать позицию на льду, не владея шайбой, постоянно находится в движении и предлагает себя партнёрам для продолжения атаки. За счёт всех вышеперечисленных качеств Бенн способен в нужный момент не только открыться для получения паса и выйти на ударную позицию, но и эффективно действовать на подборах. Джейми — техничный игрок, который имеет хорошо развитые ловкие руки, а также владеет поставленным сильным броском. Благодаря ему нападающий способен продуктивно завершать атаки своей команды, особенно в тот момент, когда хоккеисты соперника оставляют Бенна без опеки или дают Джейми возможность нанести бросок по воротам. Джейми обладает достаточно внушительными габаритами, которые позволяют нападающему в зоне атаки успешно действовать в единоборствах с оппонентами у бортов и в углах площадки, а также в силовой манере эффективно бороться за шайбу. Среди слабых сторон у Бенна выделяют отсутствие способности выступать на стабильно высоком уровне в каждом матче, из-за чего в течение сезона в игре хоккеиста периодически наступают спады.

## Вне льда
Джейми с ранних лет тесно общается со своим братом Джорди. По словам нападающего, Джорди всегда положительно влиял на него, и именно он стал одним из тех людей, благодаря которым Джейми полюбил хоккей. Братья вместе выросли и в детстве помимо хоккея совместно играли в бейсбол. Часто занятия хоккеем Джейми и Джорди проводили в гараже семейного дома, где до сих пор остались следы от их тренировок. С 2012 по 2017 годы, братья Бенн были партнёрами в «Старз», где Джорди играл на позиции защитника. Помимо родного брата, среди родственников Джейми есть и другие спортсмены. Отец нападающего, Рэнди, в разные годы играл в софтбол за команды «Бэйтс», «Ройалз» и «Баджетс» из Виктории, которые выступали во втором по силе национальном чемпионате Канады. В 1976 году в составе сборной Канады он стал чемпионом мира по софтболу, а в 1979 году выиграл золотую медаль Панамериканских игр. Двоюродный дядя нападающего по материнской линии, Дэйв Барр, — канадский гольфист, неоднократный победитель различных турниров, проводимых PGA Tour, обладатель Кубка мира и Кубка Данхилла в 1985 и 1994 годах соответственно. В 2000 году Дэйв стал членом Зала славы канадского гольфа. Девушка нападающего, Кэти Холдридж, во время учёбы в Техасском университете в Остине (факультет телекоммуникации), выступала за легкоатлетическую студенческую команду «Техас Лонгхонрнс». Она принимала участие в соревнованиях Национальной ассоциации студенческого спорта в таких дисциплинах как бег на дистанции в 800 и 1000 метров, а также легкоатлетическом кроссе. В университете Кэти проходила практику в компаниях Sony и Warner Brothers, однако после окончания учебного заведения она не стала продолжать работать по специальности в сфере телекоммуникации и начала карьеру в модельном бизнесе. В настоящее время девушка Джейми работает моделью в агентстве Wilhelmina Models. Фотографии Кэти были размещены на обложке журнала Runner's World в выпусках за январь и февраль 2016 года.
Помимо хоккея Джейми интересуется и другими видами спорта, в частности бейсболом. В детстве он болел за команду «Сиэтл Маринерс», а когда повзрослел, стал поклонником «Нью-Йорк Янкис». Своим любимым игроком он называет бывшего капитана и в прошлом многолетнего лидера «Янкис» Дерека Джитера. Увлечение бейсболом отразилось и на предпочтениях нападающего в кинематографе — ему больше всего нравятся фильмы «Человек, который изменил всё» и «Площадка», основа сюжета которых построена вокруг этого вида спорта. Любимые телевизионные сериалы хоккеиста — «Сыны анархии» и «Игра престолов». Основные хобби Джейми — гольф, рыбалка, вейкбординг и падлбординг. В 2014 году Бенн по версии журнала D Magazine вошёл в число десяти самых привлекательных мужчин Далласа.

## Статистика
| Легенда | Легенда                    | Легенда | Легенда                   | Легенда | Легенда    |
| ------- | -------------------------- | ------- | ------------------------- | ------- | ---------- |
| И       | Количество проведённых игр | Штр     | Штрафное время            | +/−     | Плюс-минус |
| Г       | Голы                       | П       | Голевые передачи          | О       | Очки       |
| -       | Статистика неизвестна      | —       | Статистика не учитывалась |         |            |

### Матчи всех звёзд НХЛ
- Статистика приведена по данным сайтов Eliteprospects.com и NHL.com[23][64]

## Достижения

### Командные

#### Юниорская карьера
| Год  | Команда        | Достижение                    | Достижение |
| ---- | -------------- | ----------------------------- | ---------- |
| 2009 | Келоуна Рокетс | Обладатель Кубка Эда Чиновета | [ 23 ]     |

#### Международные
| Год  | Команда       | Достижение                             | Достижение |
| ---- | ------------- | -------------------------------------- | ---------- |
| 2009 | Канада (мол.) | Победитель молодёжного чемпионата мира | [ 23 ]     |
| 2014 | Канада        | Олимпийский чемпион                    | [ 23 ]     |

### Личные

#### Юниорская карьера
| Год  | Команда           | Достижение                                                     | Достижение   |
| ---- | ----------------- | -------------------------------------------------------------- | ------------ |
| 2006 | Пенинсула Пантерз | Обладатель «Ларри Ламору Трофи»                                | [ 7 ] [ 16 ] |
| 2006 | Пенинсула Пантерз | Обладатель «Коммунити Лидершип Эворд»                          | [ 15 ]       |
| 2007 | Виктория Гриззлиз | Обладатель «Брюс Эллисон Мемориал Трофи»                       | [ 7 ] [ 19 ] |
| 2009 | Келоуна Рокетс    | Обладатель «Эд Чиновет Трофи»                                  | [ 23 ]       |
| 2009 | Келоуна Рокетс    | Попадание в первую Сборную всех звёзд Западной конференции WHL | [ 23 ]       |
| 2009 | Келоуна Рокетс    | Попадание в Сборную всех звёзд Мемориального кубка             | [ 23 ]       |

#### НХЛ
| Год  | Команда      | Достижение                             | Достижение |
| ---- | ------------ | -------------------------------------- | ---------- |
| 2012 | Даллас Старз | Участник Матча всех звёзд              | [ 23 ]     |
| 2014 | Даллас Старз | Попадание в первую Сборную всех звёзд  | [ 23 ]     |
| 2015 | Даллас Старз | Попадание во вторую Сборную всех звёзд | [ 23 ]     |
| 2015 | Даллас Старз | Обладатель «Арт Росс Трофи»            | [ 23 ]     |

## Комментарии
1. ↑  В хоккее вместе с термином «скаут» наравне часто используется «разведчик»
2. ↑  Право выбора на драфте также обозначается термином «драфтпик»
3. ↑  Под термином «синдром второгодника» в хоккее подразумевается спад, наступивший в игре новичка во втором сезоне, после удачного первого
4. ↑  Без учёта сезонов, которые были сокращены из-за локаутов